# Sŏnun sa
Sŏnun sa (선운사 Klasztor Obłoku Sŏnu) – koreański klasztor. 

## Historia klasztoru
Klasztor został zbudowany przez wczesnego mistrza sŏn Kŏmdana na zboczu góry Tosol. Był to bardzo duży klasztor, jednak w 1597 roku został spalony przez inwazyjne wojska japońskie i następnie odbudowany w mniejszej skali.
W XIX wieku w klasztorze przebywał słynny z dobroci mnich Yongsan (zm. 1883).
Klasztor ten jest parafialną świątynią zakonu chogye i administruje prawie 40 innymi klasztorami.
Klasztor ten poświęcony jest bodhisattwie Ksitigarbhie.

## Adres klasztoru
- 250 Seonunsa-ro, Asan-myeon (500 Samin-ri), Kochang, Jeollabuk-do, Korea Południowa